# Jenišovice (okres Benešov)
Jenišovice (Duits: Jenschowitz of Jenschowitz bei Kriwsudow) is een Tsjechische plaats in de gemeente Křivsoudov, regio Midden-Bohemen, en maakt deel uit van het district Benešov. Het dorp ligt op 1,5 kilometer afstand van Křivsoudov.
Jenišovice telt 1 inwoner (2021).

## Geschiedenis
De eerste schriftelijke vermelding van het dorp dateert van 1289.
In 1960 werd Jenišovice, samen met Křivsoudov, ingedeeld bij het district Benešov.

## Verkeer en vervoer

### Autowegen
Er leidt een regionale weg naar het dorp.

### Spoorlijnen
Er is geen station in Jenišovice. Het dichtstbijzijnde station is in Zdislavice, op zo'n 15,5 kilometer afstand. Dat station ligt aan de spoorlijn van Benešov naar Vlašim.

### Buslijnen
Er is geen bushalte in het dorp. De dichtstbijzijnde bushalte is in Černičí:
| Halte             | Lijn(en)    | Traject(en)                                                             | Vervoerder(s)                          |
| ----------------- | ----------- | ----------------------------------------------------------------------- | -------------------------------------- |
| Čechtice, Černičí | 842 843 846 | Dolní Kralovice - Vlašim Vlašim - Čechtice Čechtice - Ledeč nad Sázavou | CŠAD Benešov CŠAD Benešov CŠAD Benešov |

## Galerij

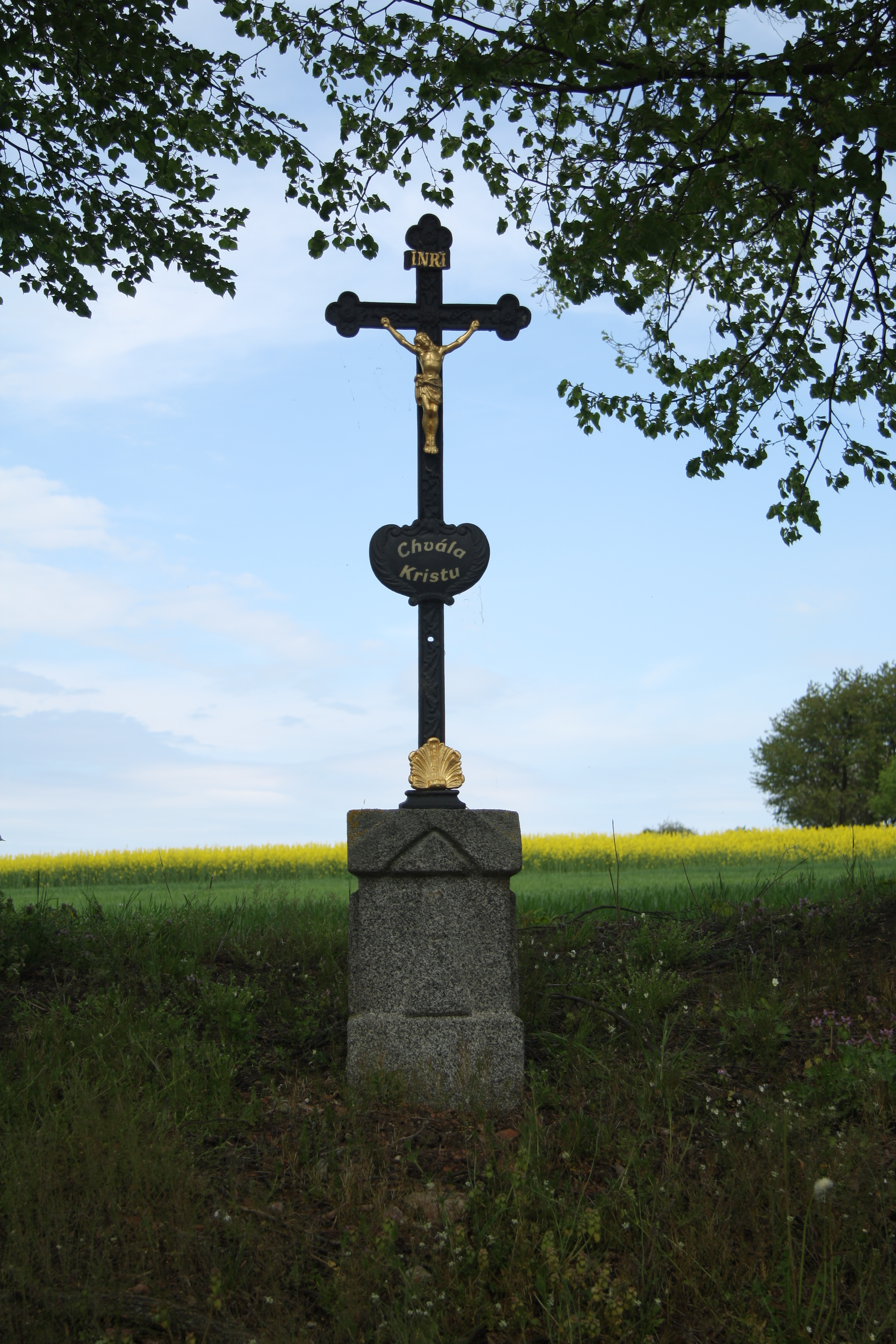
Wegkruis nabij het dorp (2018)
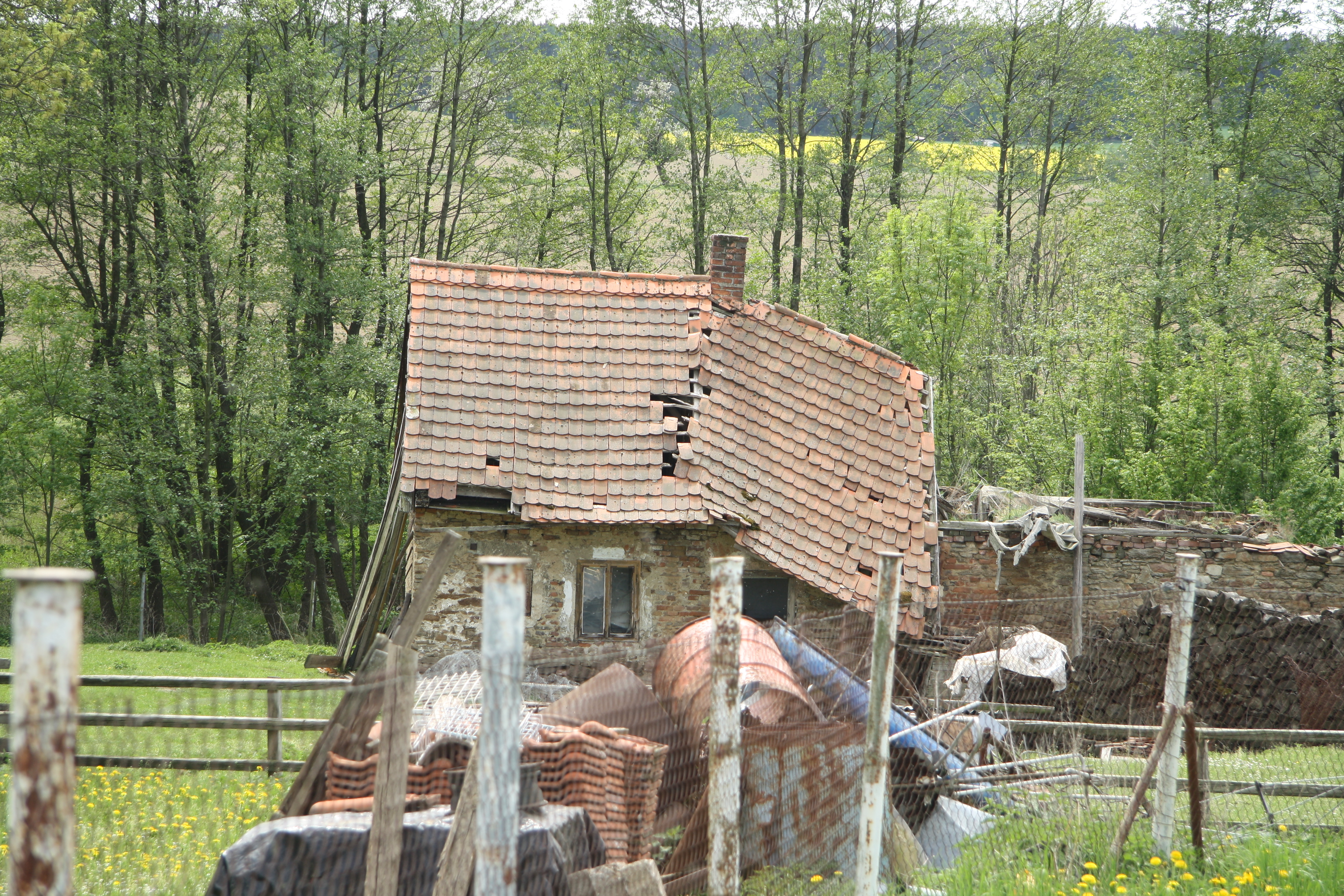
Ruïne in het dorp (2018)